# Polígon Empordà Internacional
El Polígon Empordà Internacional és un polígon industrial situat al costat de la N-II i la C-31 al seu pas pel municipi de Vilamalla, a l'Alt Empordà. Hi ha una terminal ferroviària de mercaderies, utilitzada també per Logis Empordà, la plataforma logística transfronterera més gran d'Espanya. Havia comptat amb una secció duanera i veterinària. Compta amb un centre per passar la ITV i diverses altres empreses. Hi té la seu central el Grup Miquel Alimentació.